# Fortaleza Tritões
O Fortaleza Tritões é uma equipe brasileira de futebol americano de Fortaleza, Ceará, fundado em 2016, resultante de um grupo de amigos que se reunia para jogar futebol americano, porém tiveram inicio das participações em competições oficiais apenas em 2018, onde conquistaram a Copa Nordeste de Futebol Americano de 2018 contra a equipe do Santana Red Bulls. Em 22 de outubro de 2021 anunciou uma parceria com o Fortaleza Esporte Clube.

## História
Fortaleza Tritões nasceu em 2016 com um grupo de amigos que se reunia para jogar futebol americano. Em 2018, foi iniciada a trajetória em competições oficiais participando da Copa Nordeste de Futebol Americano de 2019, e conquistaram o primeiro título. Feito inédito para a modalidade no estado. Já em 2019 com a vaga para Liga BFA - Acesso foi criada a Associação Esportiva Fortaleza Tritões.
Em 2023, o Fortaleza Tritões chegou a final da Conferencia Nordeste da Liga BFA 2023 contra o Recife Mariners. Acabou perdendo pelo placar de 41-20.

## Títulos
- Copa Nordeste de Futebol Americano - 2018[1]